# Д’Арси, Гордон
Гордон Уильям Д’Арси (англ. Gordon William D'Arcy, родился 10 февраля 1980 года в Фернсе) — ирландский регбист, выступавший на позиции внутреннего центрового за любительский клуб «Лэнсдаун», профессиональную команду Про14 «Ленстер» и национальную сборную Ирландии. Выступал в 1998—2015 годах, завоевал в составе «Ленстера» три Кубка Хейнекен, Европейский кубок вызова и четыре титула чемпиона Про14, в составе сборной Ирландии — дважды обладатель Кубка шести наций и обладатель Большого шлема 2009 года, в составе сборной «Британские и ирландские львы» участвовал в двух турне.

## Игровая карьера
Д’Арси учился в колледже Клонгоуз Вуд и выступал за регбийную команду колледжа на позиции фуллбэка. Ещё в канун своего выпуска из школы он получил предложение от тренера сборной Ирландии Уоррена Гатленда поехать в составе сборной Ирландии на турне в ЮАР, но в связи с необходимостью учиться он отклонил приглашение. В школьной сборной Ирландии Д’Арси выступал в 1998—1999 годах, его коллегой по сборной был будущий замок ирландской сборной Пол О’Коннелл; на уровне школьного первенства Д’Арси пересекался с будущим одноклубником и коллегой по сборной Брайаном О’Дрисколлом, который играл за колледж Блэкрок.
По окончании школы Д’Арси стал игроком любительского клуба «Лэнсдаун» и 15 октября 1999 года дебютировал в основной сборной Ирландии в матче чемпионата мира в Уэльсе против Румынии, выйдя на замену. Однако в течение последующих трёх лет его не вызывали в сборную, поскольку региональные тренеры не считали его соответствующим уровню. Возвращение в сборную состоялось 17 ноября 2002 года, когда Д’Арси ненадолго вышел в конце матча против Фиджи. Ещё трижды в 2003 году он выходил на замену, хотя в заявку сборной Ирландии на чемпионат мира в Австралии не попал. Его пригласили в команду «Ленстер» в связи с отъездом ведущих клубных игроков в национальные сборные, где Д’Арси стал игроком основы, умело играя на позициях фуллбэка и крыльевого, совершая забеги из глубины и различные финты. В связи с травмой Брайана О’Дрисколла, также игрока «Ленстера», Гордон играл на позиции внешнего центрового, где произвёл также приятное впечатление.
На Кубке шести наций 2004 года в отсутствии О’Дрисколла Д’Арси выступал под номером 13 (в частности, в игре против Франции). После возвращения О’Дрисколла в строй благодаря отличной форме Гордона тренеры могли позволить себе эксперименты с установкой обоих на позиции центровых (в том числе и О’Дрисколла на позицию внутреннего центрового). Д’Арси был признан по итогам турнира лучшим игроком сборной, поскольку впервые с 1985 года его команда выиграла Тройную корону. Экспертов впечатлила возможность Д’Арси благодаря пасам О’Дрисколла и ложным движениям прорывать оборону и буквально из ничего создавать пространство для манёвров, что особенно проявилось в матче Кубка против Англии на «Туикенеме». Таким образом, тренерам была предложена новая комбинация центровых, в которой номер 12 использовался для проламывания защиты, а не для быстрых офф-лодов в центре поля. Новая комбинация также отличалась жёсткой и умной защитой, которая позволяла строить контратаки. Техничный Д’Арси был номинирован на приз «Регбист года» IRB в 2004 году.
Вопреки травме, полученной в сезоне 2004/2005, Д’Арси попал в заявку «Британских и ирландских львов» на турне по Новой Зеландии 2005 года, однако в ходе турне играл крайне плохо и в итоге отказался выходить на последний тест-матч против «Олл Блэкс», хотя позже отрицал это. Возникли опасения, что его всплеск в сезоне 2003/2004 был всего лишь случайностью, однако уже в сезоне 2005/2006 Д’Арси влился в атакующую игру «Ленстера». Он сыграл во всех матчах Ирландии на Кубке шести наций 2006 года, отметившись большим по сравнению с другими числом захватов других защитников, и продемонстрировал свой талант. Осенью того же года он играл в серии матчей против Австралии и ЮАР, в которых ирландцы победили.

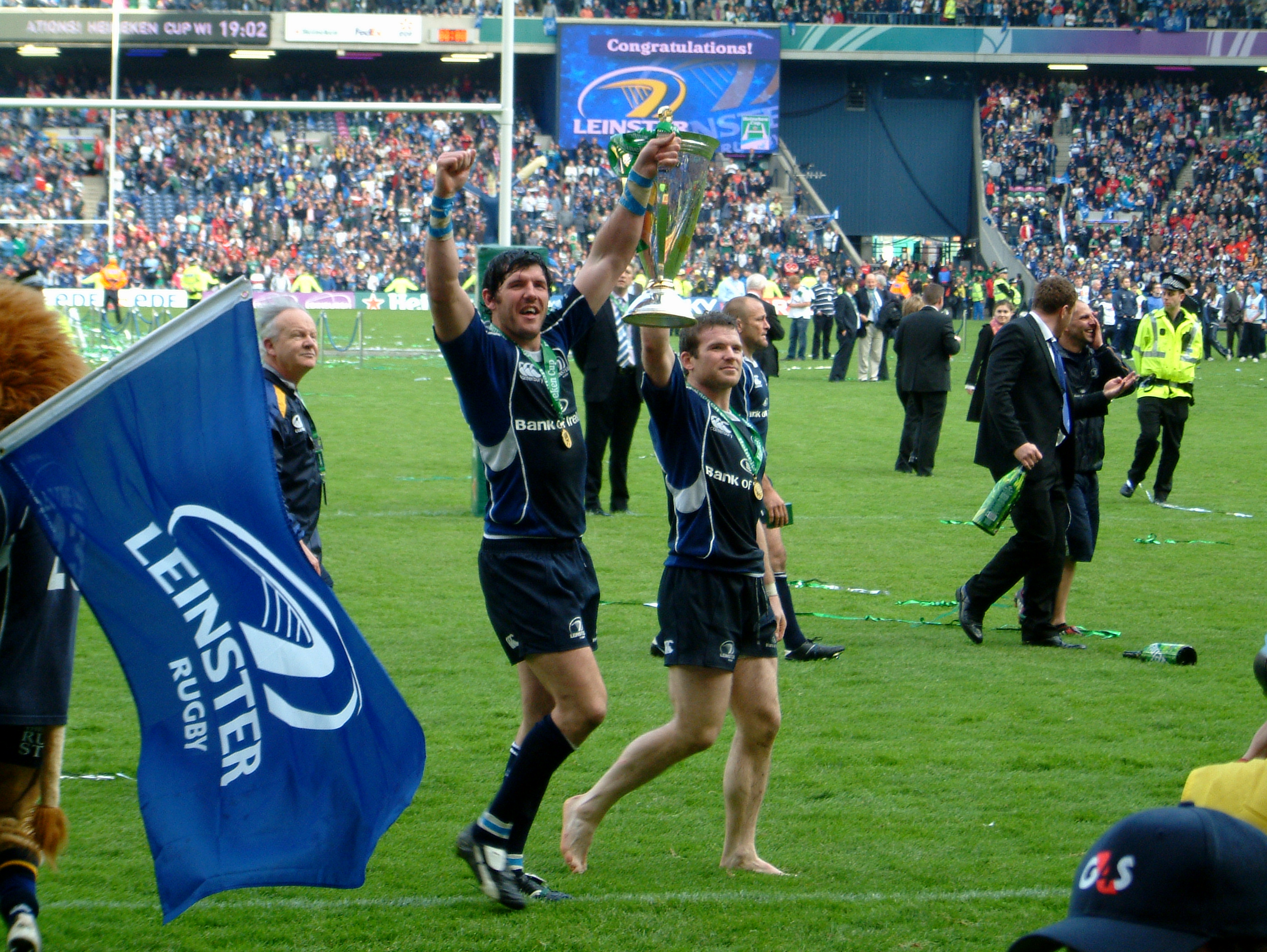
Гордон Д’Арси и Шейн Хорган празднуют победу в Кубке Хейнекен 2009

В «Ленстере» и сборной Ирландии Д’Арси играл обычно на позиции внутреннего центрового, а О’Дрисколл, соответственно, был внешним центровым. В 2007 году снова на Кубке шести наций Гордон сыграл все матчи и был номинирован на приз лучшего игрока турнира, в том же году со сборной Ирландией он поехал на чемпионат мира, где ирландцы умудрились не выйти из группы. В 2008 году в матче открытия против Италии Гордон получил тяжелейший перелом руки, из-за которого пропустил почти весь год, вернувшись в «Ленстер» только в декабре. В марте 2009 года его сборная выиграла Кубок шести наций и завоевала Большой шлем, а в мае он был удостоен чести сыграть в составе клуба «Барбарианс» против Англии и Австралии вместе с одноклубником Роки Элсомом и коллегой по сборной Джорданом Мёрфи, В игре с англичанами «варвары» победили 33:26, а Д’Арси занёс одну из трёх попыток.
3 июня 2009 года Д’Арси был вызван в сборную «Британские и ирландские львы» для турне по ЮАР, поскольку «Львы» потеряли много игроков травмированными. Он сыграл в ноябре 2009 года за Ирландию в матчах против Фиджи и ЮАР, а также провёл все пять игр Кубка шести наций 2010 года. В летних тест-матчах 2010 года он отметился попыткой в игре против Новой Зеландии, но из-за травмы паха не сыграл против австралийцев. 6 ноября 2010 года провёл 50-ю игру за сборную, выпавшую на матч с ЮАР.
В 2011 году Д’Арси попал в заявку на чемпионат мира в Новой Зеландии и в матче против Австралии провёл свой 45-й в карьере матч с О’Дрисколлом в паре на позициях центровых — был побит рекорд Уилла Карлинга и Джереми Гаскотта. Команда на том турнире дошла до четвертьфинала.
В 2015 году Д’Арси завершил игровую карьеру.

## Личная жизнь
Д’Арси регулярно занимается благотворительностью, сотрудничая с организациями Barretstown и GOAL.ie, а также приезжая в детские больницы Дублина. Работает с обществом Brainwave по оказанию помощью лицам, страдающим от эпилепсии, и Ирландским обществом помощи от рассеянного склероза. В 2007/08 он поступил в Дублинский университетский колледж. В настоящее время работает в газете Irish Times автором спортивной колонки, где публикует мнения по поводу регбийных событий.
В июле 2012 года Гордон женился на модели Ифе Коган (ирл. Aoife Cogan), свадьба прошла в Монахане в соборе святого Макартана. Они являются владельцами школы Form — бывшей студии пилатеса в Дублине на Грэттен-стрит. В феврале 2015 года пара сообщила о том, что ждёт ребёнка, а в мае того же года у них родилась дочь Солейл.
Д’Арси в своё время был известен своей бородой, которую специально отращивал, но после победы Ирландии в Кубке шести наций 2014 года её лично сбрил Джонатан Секстон — Ифе не понравился образ супруга с бородой.